# Фотопулос, Такис
Такис Фотопулос (греч. Τάκης Φωτόπουλος, родился 14 октября 1940 года) — политический философ и экономист, основатель движения «демократия участия». Он известен синтезом классической демократии с либертарным социализмом и радикальными течениями в новых социальных движениях. Учёный, автор многих книг и более чем 900 статей, некоторые из которых были переведены на разные языки. Он редактирует журнал The International Journal of Inclusive Democracy («Международный журнал демократии участия») (который пришёл на смену Democracy & Nature) и автор сочинения Towards An Inclusive Democracy («Путь к демократии участия») в котором заложил основы проекта демократии участия. Фотопулос — грек, живет в Лондоне.

## Молодость
Фотопулос родился на греческом острове Хиос. Вскоре после этого его семья переехала в Афины. Получив научные степени по экономике, политическим наукам и праву в университете Афин, он переехал в Лондон в 1966 и поступил в аспирантуру Лондонской школы экономики на стипендию Варваресоса (Varvaressos) от Афинского университета. Он был участником профсоюза студентов и активистом в Афинах, а затем политическим активистом в Лондоне, принимал активное участие в студенческом движении 1968 в Лондоне, а также в греческих революционных левых организациях во время борьбы против военной диктатуры в Греции (1967—1974). В это время он был участником Революционных социалистических групп (Revolutionary Socialist Groups) в Лондоне, которые публиковали газету Μαμή («Повивальная бабка», согласно марксистскому выражению «Насилие — повивальная бабка революции»), для которой он написал несколько статей.

## Научная карьера и дальнейшая жизнь
Он был старшим преподавателем по экономике в Политехникуме Северного Лондона (Polytechnic of North London) с 1969 по 1989, пока не начал редактировать журнал «Общество и природа» (Society & Nature), затем «Общество и природа» (Democracy & Nature), а затем в интернете The International Journal of Inclusive Democracy (Международный журнал демократии участия). Он также является колумнистом в левоцентристской газете «Элефтеротипия»,, одной из самых читаемых в Греции.

## Демократия участия
Такис Фотопулос создал политический проект демократии участия в 1997 году (см. «Путь к демократии участия») В первом выпуске «Общество и природа» провозглашается:
«наше стремление — начать крайне необходимый диалог на критическую тему создания нового освободительного социального проекта, в исторический момент, когда левые отказались от своей традиционной роли».
И уточняется, что новый проект следует видеть как синтез демократического, либертарного социализма и радикальных греческих традиций. С тех пор, диалог продолжается на страницах этого журнала, в котором принимают участие такие либертарные социалисты, как Корнелиус Касториадис (Cornelius Castoriadis), социальные экологисты, как Мюррей Букчин (Murray Bookchin), и активисты зеленого движения, как Стивен Бест (Steven Best).
Отправная точка труда Фотопулоса — мир переживает многосторонний кризис (экономический, экологический, социальный, культурный и политический), который вызван концентрацией власти в руках элит, в результате господства рыночной экономики, представительной демократии и связанными с ними формами иерархических структур. Демократия участия, в которой власть поровну распределяется на всех уровнях, не есть утопия (в отрицательном смысле), или «вИдение», но, вероятно, единственный выход из нынешнего кризиса. Этот путь проявляется в зачаточной форме во многих частях света. Фотопулос стоит за отмену рынка, хотя не называет себя рыночным аболиционистом, потому, что рассматривает отмену рынка как только один из аспектов демократии участия, а именно только экономической демократии. Он предложил модель экономической демократии для безгосударственной, безрыночной и безденежной экономики, но считает экономическую демократию таким же важным элементом, как и прочие, в ДУ, то есть политическая или прямая демократия, экономическая демократия, экологическая демократия и социальная демократия. Труды Фотопулоса были объектом критической оценки известных активистов, теоретиков и ученых.

## Труды

### Главные труды
- (англ.) Towards An Inclusive Democracy. The Crisis of the Growth Economy and the Need for a New Liberatory Project (London/New York: Cassell Continuum, 1997), 401 pp. ISBN 0-304-33627-0 and 0-304-33628-9.
- (греч.) Περιεκτική Δημοκρατία (Athens: Kastaniotis, 1999), 656 pp. ISBN 960-03-2416-6
- (итал.) Per Una Democrazia Globale (Milano: Eleuthera, 1999), 254 pp. ISBN 88-85060-37-4
- (исп.) Hacia Una Democracia Inclusiva, Un nuevo proyecto liberador (Montevideo: Nordam, 2002), 325 pp. ISBN 9974-42-098-9
- (фр.) Vers Une Démocratie Générale (Paris: Seuil, 2002), 250 pp. ISBN 2-02-052846-0
- (нем.) Umfassende Demokratie, Die Antwort auf die Krise der Wachstums-und Marktwirtschaft (Grafenau: Trotzdem Verlag, 2003), 445 pp. ISBN 3-931786-23-4
- (англ.) The Multidimensional Crisis and Inclusive Democracy (Entire English E-book publication [2005] of the book with the same title published in Athens, 2005 by Gordios, 334 pp. ISBN 960-7083-69-5. Published in Chinese, 2008. ISBN 978-7-5607-3533-7)
- (греч.) Περιεκτική Δημοκρατία: 10 Χρόνια Μετά (Athens: Eleftheros Typos, 2008), 591 pp.
- (греч.) The pink revolution in Iran and the «Left» A Special E-Book Issue of the International Journal of Inclusive Democracy (Vol. 5, No. 3, Summer 2009), PDF Version

### Книги, изданные в Греции
- Dependent Development: The Case of Greece (Athens: Exantas, 1985 & 1987).
- The Gulf War: The First Battle in the North-South Conflict (Athens: Exantas, 1991).
- The Neo-Liberal Consensus (Athens: Gordios, 1993).
- The New World Order and Greece (Athens: Kastaniotis, 1997).
- Inclusive Democracy (Athens: Kastaniotis, 1999).
- Drugs: Beyond the Demonology of Penalisation and the 'Progressive' Mythology of Liberalisation (Athens: Eleftheros Typos, 1999).
- The New Order in the Balkans and the First War of the Internationalised Market Economy (Athens: Staxy, 1999).
- Religion, Autonomy and Democracy (Athens: Eleftheros Typos, 2000).
- Globalisation, the Left and Inclusive Democracy (Athens: Ellinika Grammata, 2002).
- From the Athenian Democracy to Inclusive Democracy (Athens: Eleftheros Typos, 2002).
- The War against 'Terrorism': the Elites Generalised Attack (Athens: Gordios, 2003).
- Chomsky’s capitalism, Albert’s post-capitalism and Inclusive Democracy (Athens: Gordios, 2004).
- The Multidimensional Crisis and Inclusive Democracy (Athens: Gordios, 2005).
- Inclusive Democracy — 10 Years Afterwards (Athens: Eleftheros Typos, 2008).
- Global Crisis, Greece, and the anti-systemic movement (Athens: Koukida, 2009), 318 pages, ISBN 978-960-94100-0-7
- Greece as a protectorate of the transnational elite (Athens: Gordios, November 2010), 412 pages, ISBN 978-960-6826-18-4

### Соавторство в других книгах
- (греч.) Studies on the contemporary Greek Economy, ed. by S.Papaspiliopoulos (Papazisis, 1978). (Takis Fotopoulos' contribution: «Dependent development and industrialisation»).
- Education, Culture and Modernization, ed. by Peter Alheit et al. (Roskide University, 1995). (Takis Fotopoulos contribution: «The crisis of the growth economy, the withering away of the nation-state and the community-based society»).
- (итал.) Complessità sistemica e svillupo eco-sostenibile, ed. by I.Spano & D.Padovan (Sapere 2001). (Takis Fotopoulos contribution: «La crisi dell 'economia di crescita. Societa ecologica e democrazia»).
- (англ.) Defending Public Schools, ed. by David A. Gabbard & E. Wayne Ross (Praeger, 2004). (Takis Fotopoulos contribution: «The State, the Market and (Mis-)education»).
- (греч.) Globalisation, Technology and Paideia in the New Cosmopolis (Atrapos, 2004). (Takis Fotopoulos' contribution: «Contrasting views on globalisation and the myth about the end of globalisation»).
- (англ.) Critical Perspectives on Globalisation, ed. by Robert Hunter Wade, Marina Della Giusta and Uma Kambhampati (Chelthenham, UK & Northhampton, MA US: Edward Elgar publishing, 2006). (Takis Fotopoulos contribution: «The global 'war' of the transnational elite»).
- (англ.) Globalised Capitalism, The Eclipse of the Left and Inclusive Democracy, ed. by Steven Best (Athens: Koukkida, 2008). And as Special Issue of «The International Journal of Inclusive Democracy», Winter 2009, in English: Online/PDF (with two contributions by Takis Fotopoulos, «Recent Theoretical Developments on the Inclusive Democracy Project» & «Is Inclusive Democracy Feasible and Desirable?»).
- (англ.) Eco-socialism as Politics: Rebuilding the Basis of Our Modern Civilisation ed. by Qingzhi Huan (Springer, 1st Edition, 2010, XI), 224 p., Hardcover, ISBN 978-90-481-3744-2 (Takis Fotopoulos contribution: «The De-growth Utopia: The Incompatibility of De-growth within an Internationalised Market Economy»).
- (англ.) Academic Repression: Reflections from the Academic Industrial Complex ed. by A.J.Nocella, Steven Best, Peter McLaren (AK Press, Oakland, CA & Edinburgh, 2010), 590 p, paperback,ISBN 978-1-904859-98-7 (Takis Fotopoulos contribution: «Systemic Aspects of Academic Repression in the New World Order». A full version of this essay is published in The International Journal of Inclusive Democracy, Vol. 4, No. 4 (October 2008).
- (греч.) Critical Pedagogy in the New Middle Age, ed. by Maria Nikolakaki, (Sideris, October 2011). (Takis Fotopoulos' Contribution: «From Education to Paedeia» ISBN 978-960-08-0581-9).
- (англ.) Critical Pedagogy in the new dark ages: challenges and possibilities, ed by Maria Nikolakaki (Peter Lang Publishing, 2012). ISBN 978-1433114274 (Takis Fotopoulos contribution: "From (mis)education to Paedeia, " pp. 81–119.)
- (англ.) Karl Marx, The Communist Manifesto, ed by Frederic L. Bender (Second revised edition), (W.W. Norton & Co: New York, 2013). ISBN 978-0393935608 (Takis Fotopoulos & A. Gezerlis contribution: «Hardt & Negri’s Empire: A new Communist Manifesto or a reformist Welcome to Neoliberal Globalization?,» (extract), pp. 232–34.)

## Видео
- (англ.) Речь Такиса Фотопулоса на тему многостороннего кризиса и демократии участия, в оксфордском университете в ноябре 2008 года. Google-видео в трех частях «1 — речь»  (недоступная ссылка с 21-05-2013 [4321 день] — история, копия), «2 — речь и обсуждение»  (недоступная ссылка с 21-05-2013 [4321 день] — история, копия), «3 — обсуждение».  (недоступная ссылка с 21-05-2013 [4321 день] — история, копия)
- Интервью с Такисом Фотопулосом, взятое Оливером Ресслером для серии «Альтернативные экономики, альтернативные общества» в июле 2003 года о проекте демократии участия. Английские и греческие субтитры. В этом видео Фотопулос обсуждает составные части демократии участия: политическая, экономическая, на уровне общества и экологическая. Он также дает подробный анализ предлагаемой ДУ экономической модели безрыночной и безденежной экономики. Наконец, он ссылается на стратегию перехода к автономному обществу демократии участия.
- (англ.) Речь Такиса Фотопулоса в Университет Вермонта (США) в 1996 году, и последовавшая за ней дискуссия с Мюрреем Букчиным. Google-видео в трех частях. «1»  (недоступная ссылка с 21-05-2013 [4321 день] — история, копия), «2»  (недоступная ссылка с 21-05-2013 [4321 день] — история, копия), «3»  (недоступная ссылка с 21-05-2013 [4321 день] — история, копия)

## Дополнительное чтение
- See also the «Inclusive Democracy» entry in the Routledge Encyclopedia of International Political Economy, (ed. by Barry Jones), Vol. 2 (2001), pp. 732–740.
- «The Inclusive Democracy project — six years on», (essays on the ID project by Michael Levin, Arran Gare, David Freeman, Serge Latouche, Jean-Claude Richard, Takis Nikolopoulos, Rafael Spósito, Guido Galafassi, Takis Fotopoulos and others), Democracy & Nature, Vol. 9, No. 3 (November 2003).
- «Debate on the Inclusive Democracy project (Parts I & II)», The International Journal of Inclusive Democracy, Vol. 1, No. 2 (January 2005) and Vol. 1, No. 3 (May 2005).
- Takis Fotopoulos, «Inclusive Democracy» in Alternative Economies, Alternative Societies ed. by Oliver Ressler & Aneta Szylak, 240 pages (20 pages in color), languages: English and Polish, ISBN 978-83-924665-0-5 (Gdansk: Wyspa Institute of Art, Poland, 2007). [Published in German/Hungarian by Promedia Verlag, Vienna 2008.] ISBN 978-3-85371-291-7.